# رینگ آلیاژی

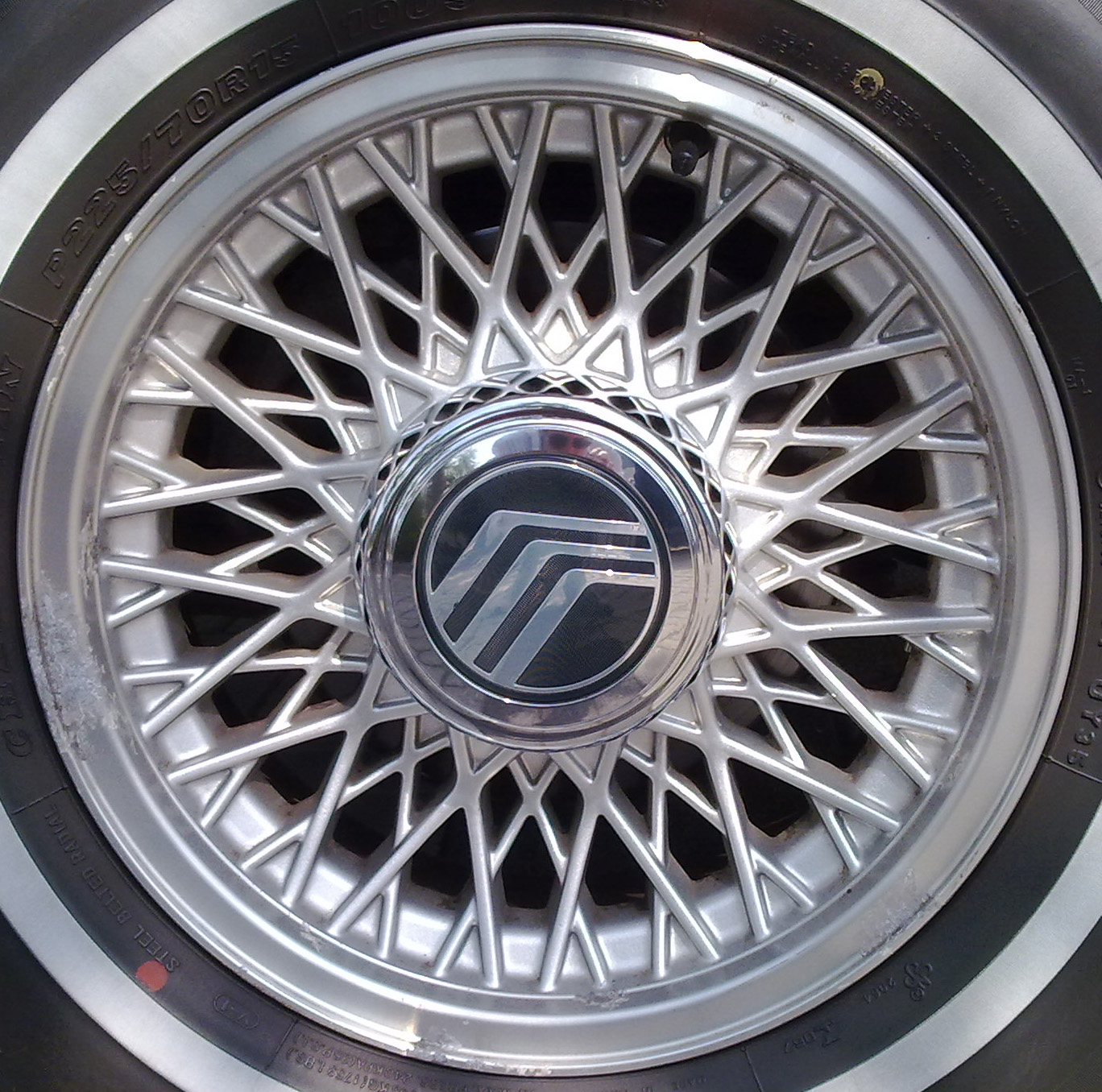
چرخ آلیاژ بر روی یک ماشین سواری

در صنعت خودرو، رینگ‌های آلیاژی هستند که از آلیاژ آلومینیوم یا منیزیم ساخته شده‌اند. آلیاژها ترکیبی از یک فلز و دیگر عناصر هستند. آن‌ها عموماً مقاومت بیشتری نسبت به فلزات خالص دارند که معمولاً بسیار نرم‌تر هستند. آلیاژهای آلومینیوم یا منیزیم به‌طور معمول سبک‌تر از همان فلز هستند، هدایت گرمای بیشتری را ارائه می‌دهند و اغلب ظاهر زیبایی ظاهری را در برابر چرخ‌های فولادی ایجاد می‌کنند. اگر چه فولاد، شایع‌ترین جنس استفاده شده در تولید چرخ، آلیاژ آهن و کربن است، اصطلاح «چرخ آلیاژ» معمولاً برای چرخ‌های ساخته شده از آلیاژهای غیر آهنی است.
اولین چرخ‌های سبک آلیاژی ساخته شده از آلیاژهای منیزیم بود. اگرچه آن‌ها در وسایل نقلیه عمومی استفاده نشدند اما در دهه ۱۹۶۰ محبوبیت زیادی داشتند، هرچند در تعداد بسیار محدود. در اواسط تا اواخر دهه ۱۹۶۰، اصلاح آلومینیوم ریخته‌گری اجازه ساخت چرخ‌های ایمن را داد که شکننده نبودند. تا این زمان، بیشتر چرخ‌های آلومینیومی دچار کمبود انعطاف‌پذیری، معمولاً از ۲–۳٪ طول انقباض، می‌شدند.
از آنجایی که چرخ‌های آلیاژ-آلیاژ در آن زمان اغلب از منیزیم ساخته می‌شدند (اغلب به عنوان "mags" نامیده می‌شدند)، این شکست‌های چرخ اولیه بعدها به ضعف کم منیزیم منجر شد، در حالی که در بسیاری از موارد این چرخ‌ها آلومینیوم چرخ آلومینیومی ضعیفی بودند. هنگامی که این پیشرفت‌های آلومینیوم ریخته‌گری به‌طور گسترده‌ای پذیرفته شد، چرخ آلومینیوم منیزیم را به عنوان ارزان قیمت و چرخ‌های با کارایی بالا برای مسابقات موتور جایگزین کرد.

## مشخصات

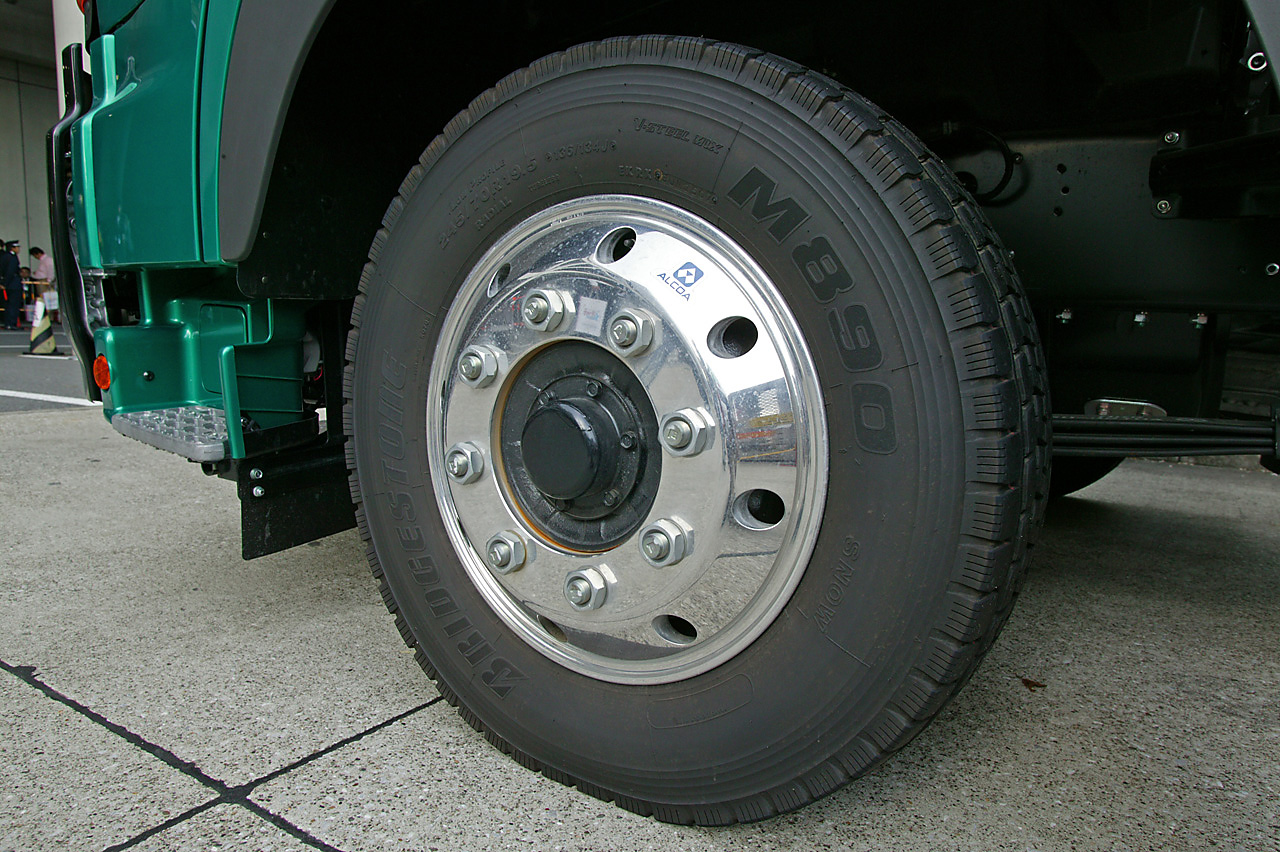
چرخ آلیاژ سنگین Alcoa، برای اتوبوس‌ها و کامیون‌ها.

چرخ‌های سبک‌تر می‌توانند با کاهش حجم توده‌های غیرمجاز بهبود یابند، به این ترتیب امکان تعلیق بیشتر از سطح زمین به دست می‌آید و در نتیجه باعث بهبود وضعیت می‌شود، با این وجود تمام چرخ‌های آلیاژی از مقیاس فولادی آن‌ها سبک‌تر نیستند. کاهش حجم وسیع خودرو نیز می‌تواند به کاهش مصرف سوخت کمک کند.
هدایت حرارتی بهتر و طراحی چرخ چرخشی بیشتر می‌تواند به کاهش گرما از ترمز کمک کند، که باعث افزایش عملکرد ترمز در شرایط رانندگی شدیدتر می‌شود و احتمال کاهش عملکرد ترمز یا حتی شکست را به دلیل گرمای بیش از حد کاهش می‌دهد.

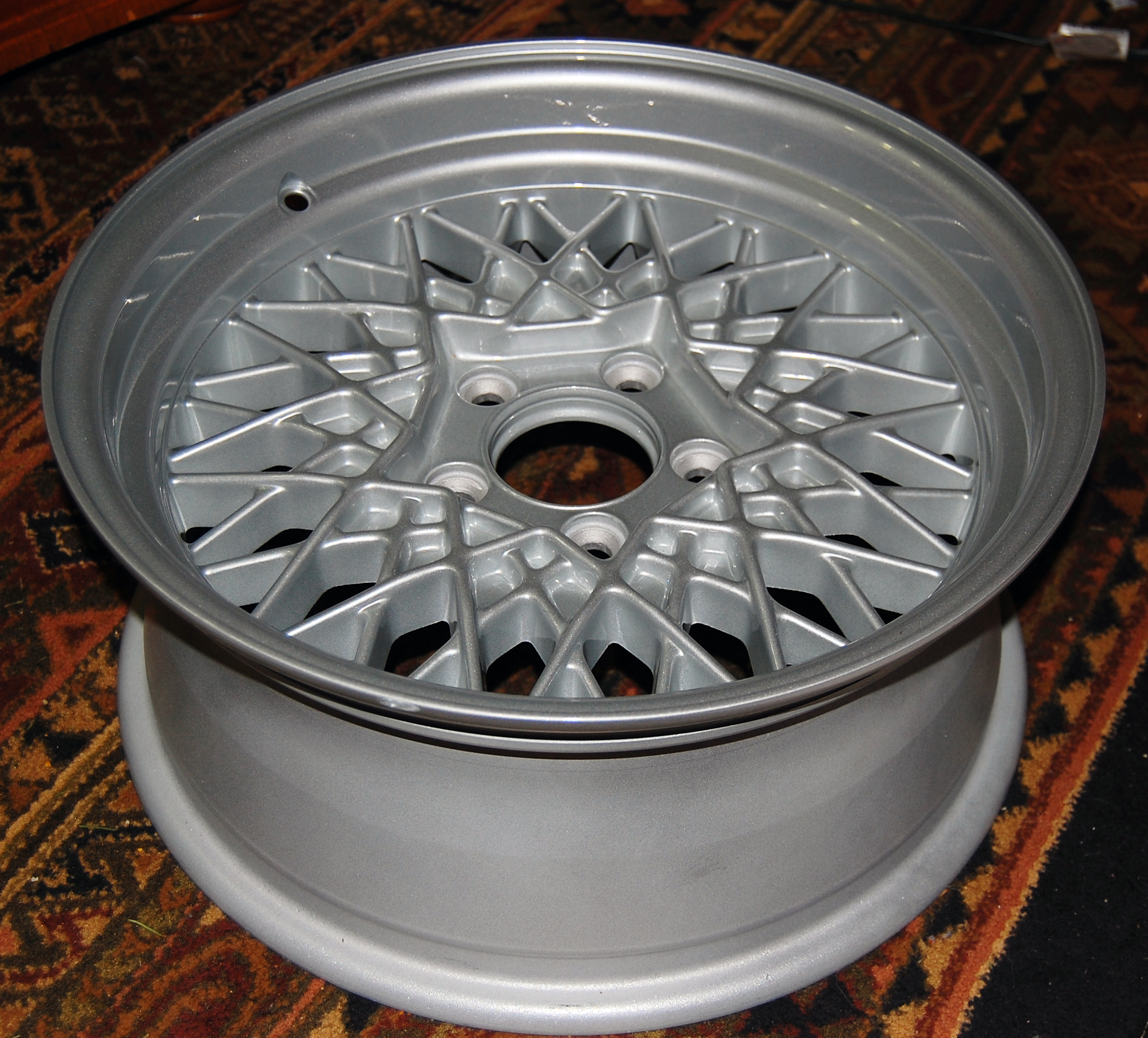
یک چرخ آلیاژ آلومینیومی طراحی شده برای به یاد آوردن پیچ‌های متقاطع یک چرخ سیم

چرخ‌های آلیاژی برای اهداف آرایشی نیز خریداری شده‌اند، هرچند که آلیاژهای ارزان‌تر استفاده می‌شوند معمولاً مقاوم به خوردگی نیستند. آلیاژهای آلومینیوم اجازه استفاده از پوشش‌های فلزی جذاب را می‌دهند، اما این‌ها باید با پوشش‌های رنگی یا چرخ مهر و موم شده باشند. حتی اگر محافظت شود، استفاده از چرخ‌ها در نهایت پس از ۳ تا ۵ سال سقوط خواهد کرد، اما بازسازی اکنون با هزینه ای به‌طور گسترده‌ای در دسترس است. فرایندهای تولید نیز به طرح‌های پیچیده و جسور اجازه می‌دهد. در مقابل، چرخ‌های فولادی معمولاً از ورق فلزی فشرده می‌شوند و سپس با هم جوش می‌شوند (اغلب ضربه‌های ناخوشایندی را ترک می‌کنند) و باید برای جلوگیری از خوردگی یا پنهان شدن با کلاه‌های چرخ / کلاهک‌ها رنگ زد.
چرخ‌های آلومینیومی مستعد ابتلا به خوردگی گالوانیکی هستند، در صورتی که اقدامات پیشگیرانه مناسب صورت نگیرد، می‌تواند باعث ریزش هوا شود. همچنین چرخ‌های آلیاژی سخت‌تر از چرخ‌های فولادی سخت‌تر می‌شوند، اما قیمت بالاتر آن‌ها معمولاً تعمیرات را ارزان‌تر از جایگزینی می‌کند.

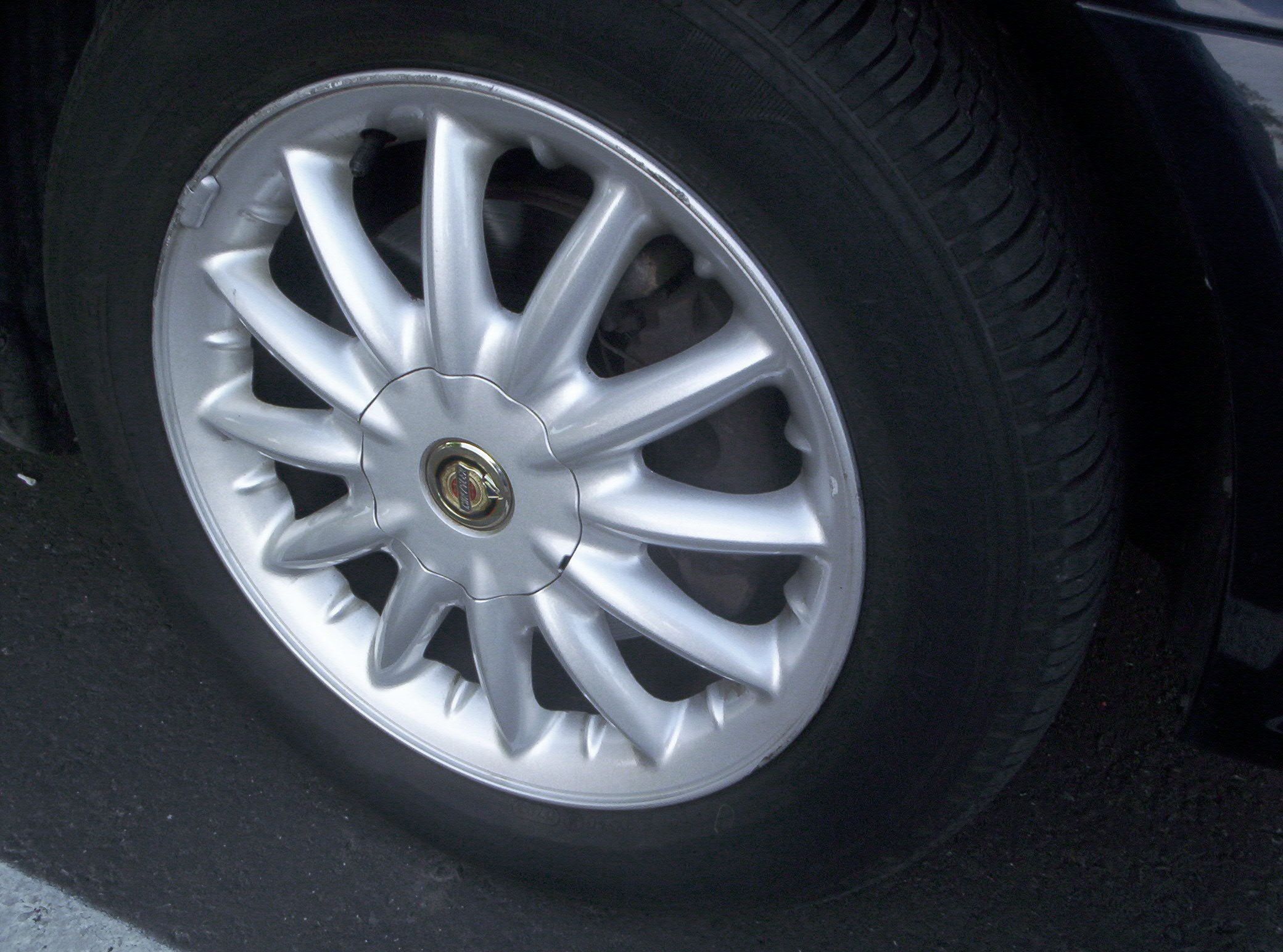
چرخ آلیاژ کرایسلر

چرخ‌های آلومینیومی گران‌تر از چرخ‌های فولادی استاندارد تولید می‌شوند و به همین دلیل اغلب به عنوان تجهیزات استاندارد در نظر نمی‌گیرند بلکه به عنوان افزودنی‌های اختیاری یا به عنوان بخشی از بسته‌بندی ترمیم گران‌تر مورد استفاده قرار می‌گیرند.
با این حال، چرخ‌های آلیاژی از سال ۲۰۰۰ به میزان قابل توجهی افزایش یافته‌است، که در حال حاضر در خودروها و وسایل نقلیه ارزان قیمت عرضه می‌شود، در مقایسه با یک دهه قبل که در آن چرخ‌های آلیاژی اغلب گزینه‌های کارخانه در وسایل نقلیه ارزان قیمت نیست. چرخ‌های آلومینیومی به عنوان تجهیزات استاندارد برای ماشین‌های لوکس یا اتومبیل‌های ورزشی با قیمت‌های بالا در نظر گرفته شده‌اند.
چرخ‌های آلیاژی بزرگتر یا «منحصر به فرد» گزینه ای هستند. هزینه بالای چرخ‌های آلیاژی آن‌ها را برای دزدان جذاب می‌سازد؛ برای مقابله با این، خودروسازان و نمایندگی مجاز و فروش اغلب استفاده از مهره قفل یا پیچ و مهره که نیاز به یک کلید ویژه برای حذف استفاده می‌شود.
بیشتر چرخ‌های آلیاژی با استفاده از ریخته‌گری تولید می‌شوند، اما برخی از آن‌ها جعلی هستند. چرخ‌های جعلی معمولاً سبک‌تر، قوی تر، اما بسیار گران‌تر از چرخ‌های چرخ است. دو نوع چرخهای جعلی وجود دارد: یک قطعه و مدولار. چرخ‌های جعلی مدولار ممکن است طراحی دو یا سه قطعه داشته باشند.
چرخ‌های معمولی چند قطعه ای شامل پایه لبه درونی، لبه بیرونی لب و مرکز چرخ با بازکردن برای مهره‌های چاقو است. تمام قسمت‌های یک چرخ مدولار با پیچ و مهره نگه داشته می‌شود. BBS RS یکی از معروف‌ترین سه قطعه چرخ‌های جعلی مدولار است.
انتخاب‌های قابل توجهی از چرخ‌های آلیاژی برای صاحبان خودروهایی که می‌خواهند اتومبیل‌های سبک‌تر، جذاب تر، نادرتر یا بزرگتر باشند، در دسترس هستند. اگر چه جایگزین چرخ‌های استاندارد فولادی و تایر با چرخ‌های آلیاژی سبک‌تر و به‌طور بالقوه پایین‌تر از لاستیک‌های مشخصات می‌تواند عملکرد و دست زدن به آن را افزایش دهد، این امر لزوماً هنگامی که چرخ‌های به شدت بزرگ استفاده می‌شود وجود دارد.
تحقیق انجام شده توسط ماشین و راننده با استفاده از مجموعه ای از متفاوت انجام اندازه چرخ‌های آلیاژی از ۱۶ تا ۱۹ اینچ (۴۱ تا ۴۸ سانتیمتر) که همه با همان مدل و مدل لاستیک نشان داده شده بودند نشان دادند که هر دو شتاب و اقتصاد سوخت با چرخ‌های بزرگتر رنج می‌برند. آن‌ها همچنین خاطر نشان کردند که راحتی و سر و صدای سواری توسط چرخ‌های بزرگ تحت تأثیر منفی قرار دارند.

## مارک‌های پس از مارک
بیشتر چرخ‌های پس از فروش بازی می‌کنند، در حالی که فقط چند نفر از بالا جعلی هستند مانند Donz, Vellano و Weld.  بسیاری از شرکت‌ها در طول چند سال (بعضی از اخیراً) با توجه به افزایش تقاضا برای چرخ‌های قطر بزرگ شکل گرفته‌اند. تقاضا برای چرخ‌های بزرگتر توسط اختراع چرخ دنده‌های چرخ توسط American Tru-Spinners تحریک شد. ثبت اختراع ایالات متحده آمریکا شماره ۵٬۲۹۰٬۰۹۴ که توسط بنیان‌گذار Tru-Spinners آمریکایی James JD Gragg اختراع شد و چندین تولیدکننده چرخ را مجوز داد و سری خود را از چرخ‌های چرخ Spinners تولید کرد که چرخ‌های چرخشی جداگانه ای یکپارچه و برخی چرخ‌های چرخ Spinner را به جایی که مرکز چرخ پس از اینکه خودرو به توقف متوقف شد، چرخش خود را ادامه دهد.
Tru-Spinners آمریکایی همچنین مجموعه دیگری از چرخهای چرخان را اختراع کرد که در حال چرخش به عقب بودند در حالی که چرخ به جلو حرکت می‌کرد و برخی از آن‌ها در یک مکان ثابت قرار داشتند و تمرکز خود را روی سطح آلیاژ تولیدکننده چرخ در حالی که در حال حرکت با استفاده از بلبرینگ‌های تخصصی بودند. Tru-Spinners آمریکایی همچنین استفاده از هولوگرام‌ها را در چرخ‌های چرخ دنده نشان داد که بدون استفاده از باتری یا منبع الکتریکی.
مسابقات آمریکایی، که Motegi Racing را در میان سایر مارک‌های مانند TIS, TIS Modular دارد، قدیمی‌ترین شرکت چرخ پس از فروش است که از سال ۱۹۵۶ تشکیل شده‌است. قدیمی‌ترین شرکت بریتانیایی Wolfrace است که اولین شرکت برای ارائه چرخ فلزی جلا در اروپا و رسیدن به تأیید توف بود. Wolfrace همچنین چرخ‌ها را برای تراست اس‌اس‌سی و رکورد سرعت رانندگی در انگلستان ارائه داد. روند اخیر در این صنعت شامل مشارکت‌های سرمایه‌گذاری مشترک بین تولیدکنندگان دریایی و واردکنندگان / توزیع کنندگان محلی مانند PDW Wheels که در سال ۲۰۰۶ در استرالیا در میان چندین نفر ایجاد شد، تشکیل می‌شود.
برخی از «پس از فروش» نیز / به عنوان سازنده تجهیزات اصلی سازنده (OEM) نیز موجود بوده و BBS یکی از مهم‌ترین تأمین کننده‌های اصلی فولکس‌واگن است.
برخی از تولیدکنندگان همچنین الگوها و ریخته‌گری‌ها را به اشتراک می‌گذارند، مثلاً (موتورسیکلت) مجوز طراحی پنج اسب بخار Marchesini به برمبو برای تولید چرخ‌های آلیاژ (غیر منیزیم) برای دوچرخه‌های Ducati است.

## چرخ آلیاژهای منیزیم

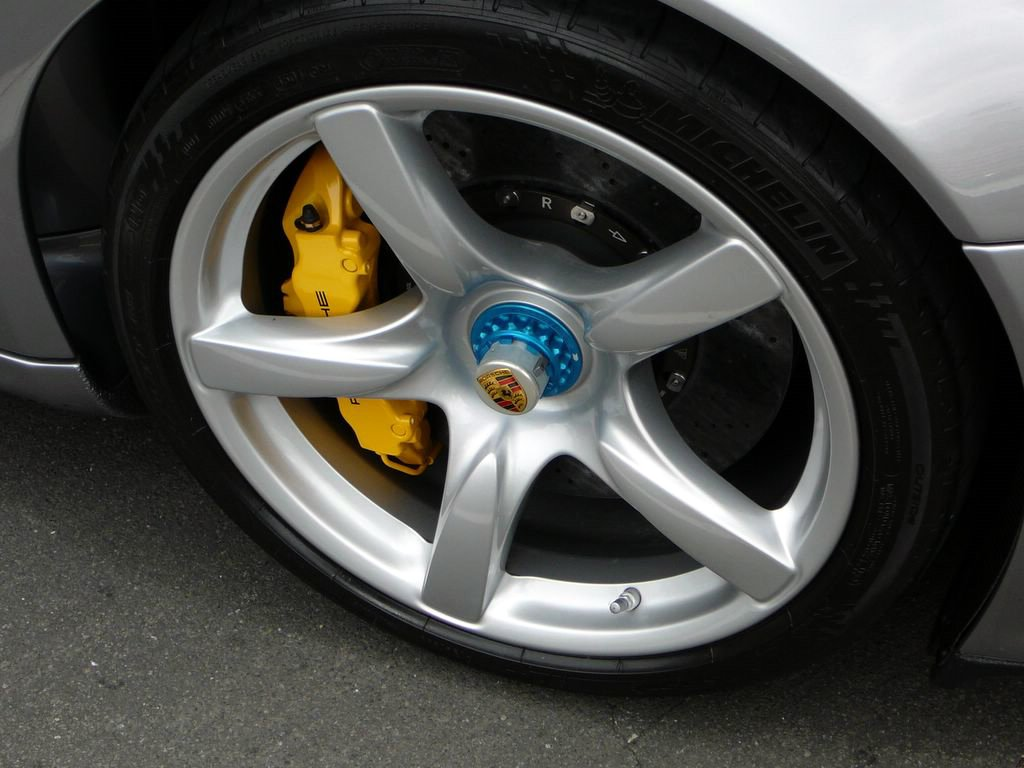
چرخ آلیاژ منیزیم در Porsche Carrera GT

چرخ‌های آلیاژی منیزیم اولین چرخ‌های ریخته‌گری تولید شده بود و اغلب به عنوان "چرخ‌های منحصر به فرد" نامگذاری می‌شدند. در ابتدا چرخ‌های منیزیم برای مسابقه استفاده می‌شدند، اما محبوبیت آن‌ها در دهه ۱۹۶۰ باعث توسعه سایر چرخ‌های چرخ دنده، به خصوص از آلیاژهای آلومینیومی بود. اصطلاح "mag wheels" مترادف با چرخ‌های ریخته‌گری ساخته شده از هر ماده، از آلیاژ آلومینیوم مدرن مدرن به چرخ‌های پلاستیکی و کامپوزیت مورد استفاده در موارد مانند دوچرخه، صندلی چرخدار و اسکیت بورد.
با این حال، چرخ‌های منیزیم خالص دیگر تولید نمی‌شوند، فقط در اتومبیل‌های کلاسیک یافت می‌شود. منیزیم خالص از بسیاری از مشکلات رنج می‌برد.
رینگ‌های منیزیوم منگنز بسیار حساس به پیت، ترک خوردگی و خوردگی بودند. منیزیم به صورت انبوه سخت است اما می‌توان از چرخ‌های منیزیم خالص توسط یک تایر سوزان یا از طریق سقوط طولانیمدت چرخ روی سطح جاده به دنبال یک سوراخ جرقه کرد. بعدها از آلیاژهای منیزیم برای کاهش بیشتر این مشکلات توسعه یافت. در حقیقت، اداره هواپیمایی فدرال ایالات متحده در دهه گذشته آزمایشات گسترده‌ای انجام داده‌است و به این نتیجه رسیده‌است که اشتعال پذیری احتمالی منیزیم بیشتر نگران‌کننده نیست.
فناوری‌های مدرن درمان سطح فراهم می‌کند حفاظت از خوردگی و به‌طور قابل توجهی گسترش متوسط چرخه حیات منیزیم.
جرم یک چرخ معمولی منیزیم حدود ۵–۹ کیلوگرم (۱۱–۲۰ پوند) (بسته به اندازه)

## روش‌های تولید

### آهنگری
جعل را می‌توان با یک فرایند یک یا چند مرحله انجام جعل شده از آلیاژهای منیزیم مختلف، اغلب AZ80، ZK60 (MA14 در روسیه). چرخ‌های تولید شده توسط این روش معمولاً از چقرمگی و انعطاف‌پذیری بیشتری نسبت به چرخ‌های آلومینیومی استفاده می‌کنند، گرچه هزینه‌ها بسیار بالاتر است.
فورج کردن یک فرایند پیچیده‌است که شامل پروسه‌هایی مانند گرمایش، نورد، فشار بالا، چکش یا ترکیبی از این‌ها می‌باشد. در نتیجه، ساختار مولکولی آلیاژ تغییر می‌کند و در نتیجه مواد قوی تر و سبک‌تر می‌شوند. این بدان معنی است که تولیدکنندگان چرخ‌های پس از فروش محصولات خود را تولید می‌کنند. چرخ‌های یک و دو و سه تکه وجود دارد. هر قطعه در ابتدا یک آلیاژ مشبک است که به صورت چرخ چرخنده، در موارد چرخ دنده یک قطعه یا در قسمت چرخ در موارد چرخ‌های چند قطعه تبدیل می‌شود.

### ریخته‌گری فشار بالا (HPDC)
این فرایند با استفاده از یک قالب در یک ماشین بزرگ که دارای نیروی بالایی برای بستن بستن می‌باشد استفاده می‌شود. منیزیم مذاب به یک لوله پرکننده به نام یک آستین شل ریخته می‌شود. یک پیستون فلز را به سرعت با سرعت و فشار بالا هل می‌دهد، منیزیم به صورت جامد و میله باز می‌شود و چرخ آزاد می‌شود. چرخ‌های تولید شده توسط این روش می‌توانند کاهش قیمت‌ها و بهبود مقاومت در برابر خوردگی را ارائه دهند، اما آن‌ها به دلیل ماهیت HPDC، کم مجرب و کم قدرت هستند.

### ریخته‌گری فشار پایین (LPDC)
این فرایند عموماً یک میله فولادی را به کار می‌برد، در بالای بوته پر شده با منیزیم مذاب قرار دارد. به‌طور معمول، منیزیم در برابر ذره‌ها مهر و موم شده‌است و مخلوط مخلوط هوای گرم / مخزن تحت فشار قرار می‌گیرد تا فلز مذاب را به یک لوله پرکنندهٔ شبیه به مواد خرد تبدیل کند.

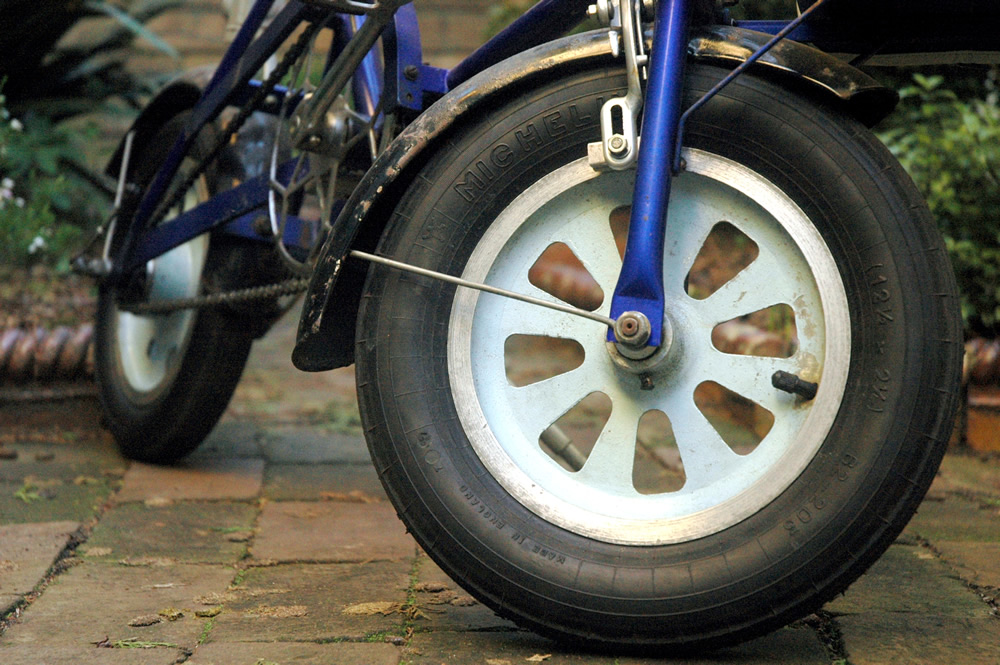
چرخ دوچرخه آلی ریخته‌گری گرانش چرخه تاشو Bootie 1960s

هنگامی که با استفاده از بهترین روش‌های پردازش، چرخ‌های LPDC می‌توانند پیشرفت‌هایی در انعطاف‌پذیری بر روی چرخ‌های منیزیم و هر چرخ آلومینیومی ارائه دهند، آن‌ها کمتر نسبت به منیزیم جعلی باقی می‌مانند.

### ریخته‌گری گرانشی
چرخ‌های منیزیم گرانشی تولید شده از اوایل دهه ۱۹۲۰ تولید شده‌اند و قابلیت انعطاف‌پذیری خوب و خواص نسبی را از آنچه که می‌تواند با ریخته‌گری آلومینیوم ساخته شود، فراهم می‌کند. هزینه‌های ابزار برای چرخ‌های چرخ گرانش یکی از ارزان‌ترین هر فرایند است. این به تولید دسته ای کوچک، انعطاف‌پذیری در طراحی و زمان کوتاه توسعه اجازه می‌دهد.